# بابلو لايرا
بابلو لايرا (بالإسبانية: Pablo Guido Larrea Gambara) هو لاعب كرة قدم إسباني، ولد في 4 فبراير 1994 في مدريد في إسبانيا. لعب مع نومانسيا.

## وصلات خارجية
- بابلو لايرا على موقع قاعدة بيانات كرة القدم.إي يو (الإنجليزية)
- بابلو لايرا على موقع Soccerway.com (الإنجليزية)
- بابلو لايرا على موقع AS.com (الإسبانية)